# Diego Arria
Diego Enrique Arria Salicetti (Caracas, Venezuela, 8 de octubre de 1938) es un economista y político venezolano. Fue diputado al Congreso, ministro de Información y Turismo, gobernador de Caracas y candidato independiente en las elecciones presidenciales de 1978. En el ámbito internacional, fue director del Banco Interamericano de Desarrollo, embajador ante la ONU, presidente del Consejo de Seguridad y secretario general asistente y consejero del secretario general de la Organización de Naciones Unidas. Fue un importante empresario agroindustial durante su residencia en Venezuela.
Tras un retiro de casi una década, como personalidad pública, Arria regresa una vez más a la política al unirse a la Mesa de la Unidad Democrática, siendo actualmente, militante activo de la oposición al gobierno de Nicolás Maduro. Igualmente, presentó su precandidatura para la Presidencia de Venezuela, compitiendo en las primarias organizadas por dicha entidad política, quedando en cuarto lugar con el 1 % de los votos.
En 2017 se integra junto con Antonio Ledezma y María Corina Machado, en la plataforma ciudadana Soy Venezuela.

## Familia y formación
De madre guayanesa de origen corso y padre merideño es el mayor de cuatro hermanos. Durante su infancia inició sus estudios en el Colegio La Salle en Caracas, posteriormente asistió a la secundaria en la Academia Militar de Augusta en el estado de Virginia, para luego concluir su formación académica universitaria en la Universidad de Míchigan donde obtuvo su grado en Economía y Ciencias Políticas. También es egresado de la Escuela de Economía de Londres de Inglaterra.
Inició su vida profesional en el Banco Interamericano de Desarrollo en Washington, donde llegó a ocupar diversos espacios como director de personal, economista del departamento técnico y representante regional en distintos países miembros (Caracas). Años después regresó a Venezuela con el reto de innovar en el área turística y convertirla en una actividad económica que contribuyera al progreso de la nación y la transformación del país. Fue designado Presidente de la Corporación Nacional de Turismo durante la primer gobierbo de Rafael Caldera en 1969. Dicha entidad controlaba todo lo referente al turismo en el país.
Su desempeño en el área turística fue reconocido nacional e internacionalmente, prueba de ello fue el éxito de la campaña Venezuela, un país para querer que trascendió fronteras. Contribuyó a la creación del Parque nacional Morrocoy y del Parque nacional Canaima, además de participar en la primera Cumbre Mundial del Ambiente. Estas actuaciones lo llevaron a presidir la Organización Interamericana de Turismo. Sus planes turísticos siempre de visión integral, motivaron a los gobiernos a la construcción de carreteras, autopistas y aeropuertos, así mismo al rescate del patrimonio histórico y cultural de Venezuela.

## Carrera empresarial

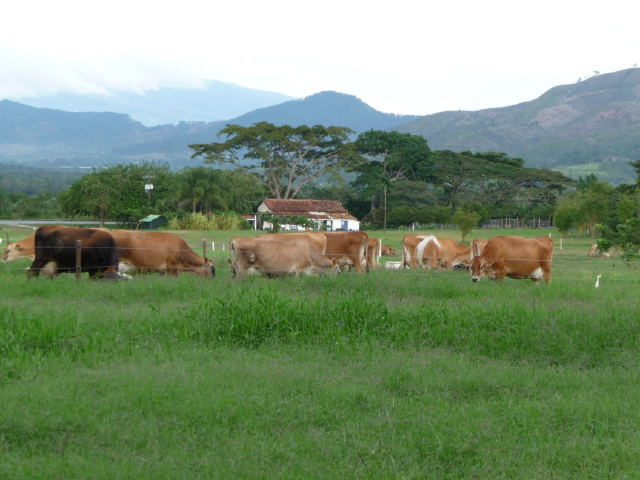
Hacienda La Carolina un mes antes de ser expropiada.

Propietario de 2 fincas, la finca «La Carolina» de 373 hectáreas, en el Estado Yaracuy que le fue expropiada a finales de abril de 2010 por órdenes de Hugo Chávez cuando el diplomático se encontraba fuera del país por funcionarios del «Instituto Nacional de Tierras» (INTI) junto a miembros de la Guardia Nacional Bolivariana y en junio le expropiaron la finca «Los Azahares» de 41 hectáreas, fue miembro de la Asociación de Ganaderos de Carabobo mientras era propietario. Lo que dio inicio a una denuncia ante la Corte Penal Internacional de La Haya contra el mandatario Chávez.

## Carrera política
Inició su carrera parlamentaria la cual abandonó tempranamente cuando el recién electo Presidente de Venezuela, Carlos Andrés Pérez lo designó Gobernador del Distrito Federal en 1974 y Presidente del Centro Simón Bolívar, ejecutando planes como: Caracas Para Todos y Plan Caracas.
Durante su gestión como Gobernador se incorporaron numerosos espacios públicos, un moderno sistema de transporte compuesto por más de dos mil buses de marca Leyland de Inglaterra e Ikarus de Hungría, promoviendo diferentes campañas de humanización policial. Arria hizo del casco central de Caracas un espacio cerrado exclusivamente para peatones, construyó los bulevares de El Cafetal, Sabana Grande y Catia, remodeló diversas urbanizaciones de la La Vega y fomentó el concepto de oportunidades para todos. Además crea FUNDARTE, la Fundación para las Artes y la Cultura del área metropolitana, e impulsó la actividad cultural de todo género en diferentes sitios de la capital venezolana.
En 1977, Arria llegó a ser titular del Ministerio de Información y Turismo, sin embargo renunció el 17 de marzo de 1978 para aspirar a la Presidencia de Venezuela. Al no salir victorioso en las elecciones presidenciales de 1978 donde obtuvo el cuarto lugar con un 1.69 %, decide fundar El Diario de Caracas, uno de los más importantes periódicos del país en ese entonces.
Después de haberse dedicado a diversas actividades en la empresa privada, como haber impulsado la llegada de la telefonía celular a Venezuela a través de la compañía Telcel, C.A., participa como asesor en los procesos electorales y paralelamente realiza actividades internacionales en pro de la libertad en Venezuela.

### Precandidatura 2012
El 3 de noviembre de 2011 Arria inscribió su precandidatura para las elecciones primarias de la Mesa de la Unidad, con el fin de escoger al candidato que representaría a esa coalición en las elecciones presidenciales de Venezuela de 2012. Arria prometió convocar una asamblea constituyente que destituya a los poderes «secuestrados» por el gobierno de Hugo Chávez y refundar las Fuerza Armada Nacional Bolivariana.
El 21 de noviembre de 2011 Arria presentó personalmente ante el fiscal principal de la Corte Penal Internacional en La Haya una denuncia contra Hugo Chávez por delitos de lesa humanidad. Entre los crímenes que Arria menciona, en más de seiscientas páginas de documentación, están los asesinatos, los desplazamientos forzados y la eliminación de la propiedad.
El 11 de junio de 2014 Fiscal General de la República, Luisa Ortega Díaz anunció la orden de captura contra el exembajador Diego Arria quien fue citado, pero como se encontraba fuera del país anunció la orden junto a otras personalidades.

## Carrera diplomática
En 1974, cuando Arria fue gobernador del Distrito Federal, viajó a Chile para negociar con el general Augusto Pinochet la liberación de Orlando Letelier, su colega en el Banco Interamericano de Desarrollo. Pinochet, liberó a Letelier, pero poco después en 1976 Letelier fue asesinado con un coche bomba en Washington D. C. por orden de Pinochet.  Arria intervino nuevamente trayendo el cadáver de Letelier para ser enterrado en Caracas donde permaneció hasta 1994 tras el final del gobierno de Pinochet en 1990.
En 1980, se trasladó a Nueva York para dedicarse a consolidar su trabajo en la empresa privada, donde participa en distintos espacios como asesor en inversiones. Posteriormente regresa al país para contribuir con la campaña de Carlos Andrés Pérez en 1988, siendo designado luego embajador de Venezuela ante la Organización de Naciones Unidas, en uno de los momentos estelares y de mayor dificultad para lograr la consolidación de la paz en el mundo. Sin embargo, la altura de la política internacional y el prestigio que caracterizaba a Venezuela, originó un consenso que permitió que Arria, ocupara la presidencia del Consejo de Seguridad y dirigiera diversas misiones para la resolución de conflictos en el mundo.
El 25 de abril de 1993 formó parte de una misión del Consejo de Seguridad que viajó a Bosnia y Herzegovina (antigua Yugoslavia) por motivo de la masacre de Srebrenica. Arria figuró en el anexo II del informe sobre la caída de Srebrenica como persona entrevistada durante la preparación de ese informe. Luego Arria se convirtió en asesor del secretario general de las Naciones Unidas Kofi Annan. Posteriormente, Arria ha estado en varios procesos electorales como observador internacional, como por ejemplo en la elección de 2009 en Honduras. Arria participó también en los procesos de negociación de paz en Bosnia, Los Balcanes, y Ruanda, así mismo fue uno de los impulsores de la creación de la Corte Penal Internacional para la antigua Yugoslavia y testigo contra el expresidente serbio Slobodan Milošević.

## Fórmula Arria
Hace algunos años se introdujo el epónimo Fórmula Arria en el Consejo de Seguridad de la Organización de Naciones Unidas, que conmemora el proceso de consultas informales que impulsó Arria en 1992 cuando presidía dicho organismo, y que permitió el acceso de personalidades y organizaciones como Nelson Mandela o la Cruz Roja Internacional a una organización antes considerada por algunos como hermética. El éxito y las capacidades demostradas por Arria, fueron tomadas en cuenta por la organización y hasta 2007 se desempeñó como secretario general adjunto de la ONU y consejero especial del secretario general Kofi Annan.

## Cargos desempeñados
- Director del Banco Interamericano de Desarrollo.
- Presidente de la Corporación de Hotelería y Turismo.
- Presidente de la Organización Interamericana de Turismo.
- Diputado al Congreso de la República.
- Ministro de Información y Turismo.
- Gobernador del Distrito Federal.
- Fundador de FUNDARTE.
- Presidente del Centro Simón Bolívar.
- Fundador de El Diario de Caracas.
- Embajador de Venezuela ante la Organización de Naciones Unidas.
- Presidente del Consejo de Seguridad de la Organización de Naciones Unidas.
- secretario general asistente y Consejero del secretario general de la Organización de Naciones Unidas Kofi Annan.
- Fundador de Telcel Venezuela.

## Filmografía
| Año  | Rol                                | Película | Director          |
| ---- | ---------------------------------- | -------- | ----------------- |
| 2008 | Canciller Ignacio Iribarren Borges | Che      | Steven Soderbergh |